# Arch Linux
Arch Linux is een Linuxdistributie die zich richt op gevorderde Linuxgebruikers die een snel, stabiel, lichtgewicht en minimalistisch systeem willen hebben. De distributie richt zich zowel op de desktopmarkt als op de servermarkt, dit is terug te zien in de pakketten die beschikbaar zijn. De distributie is opgericht door Judd Vinet die nog altijd een grote rol speelt in het project, ook nu veel taken ook door anderen worden uitgevoerd.
Arch Linux maakt gebruikt van een rolling releasemodel, wat betekent dat er geen grote nieuwe versies van het besturingssysteem worden uitgebracht, maar in plaats hiervan kleinere en frequente systeemupdates. Hiervoor beschikt Arch Linux over een geheel eigen package manager, een beheerpakket waarmee het systeem up-to-date blijft, genaamd Pacman.

## Filosofie
Arch Linux volgt het zogenaamde KISS-principe waarbij het het beheer van het systeem zo eenvoudig en doeltreffend mogelijk probeert te houden. Applicaties die de door Arch gestelde standaarden volgen worden dan ook aangemoedigd, het gebruik van een GUI om systeeminstellingen te wijzigen wordt bijvoorbeeld afgeraden. De distributie is gekenmerkt als een rolling release. Pakketten worden dus zo snel mogelijk naar de meest recente versie gebracht. Daardoor kent Arch geen strikte scheiding in uitgaven.
Simpliciteit van het KISS-principe wordt door Arch gedefinieerd als "zonder onnodige toevoegingen of aanpassingen" en dat is heel duidelijk terug te vinden in verschillende eigenschappen van Arch. Zo heeft de standaard Arch-installatie geen grafische omgeving. Dat maakt dat de gebruiker eenvoudig zelf de (al dan niet grafische) interface kan kiezen. Arch biedt tegenwoordig enkel ondersteuning voor de x86-64 architectuur. Door zich daartoe te beperken is het onderhoud gemakkelijker. De pakketten aangeboden door Arch bevatten ook nauwelijks patches (in tegenstelling tot die van andere distributies). Dit betekent dat de pakketten die beschikbaar zijn in de officiële repositories onaangepast zijn van de versie van de softwareleverancier. Om het simpel te houden horen die patches immers thuis binnen de ontwikkeling van de afzonderlijke projecten, en niet in de distributie.

## Pakketbeheer
De oprichter van Arch Linux heeft een geheel eigen pakketmanager ontwikkeld die het beheer van het systeem makkelijk moet maken: Pacman. Met Pacman kan op relatief eenvoudige wijze elk pakket worden bijgewerkt naar een nieuwere versie of worden verwijderd. Pacman heeft als doel om volledige vrijheid aan de gebruiker te geven. Er wordt dus verondersteld dat de gebruiker weet waarmee hij bezig is wanneer deze een pakket verwijdert of bijwerkt naar de laatste versie. 
Naast Pacman wordt Arch ook gekenmerkt door het Arch Build System. Met dat systeem kan de gebruiker via een PKGBUILD-bestand eenvoudig (in enkele regels code) zijn eigen pakket laten compileren vanuit andere bronnen. Daarna kan de gebruiker dat pakket installeren via Pacman. Het is dus voldoende om de PKGBUILD-bestanden te verspreiden naar andere gebruikers, die dan op hun beurt vanuit die online bronnen hun applicaties compileren. Arch biedt de gebruikers de mogelijkheid om die PKGBUILD-bestanden te delen in hun Arch User Repository (AUR). Pakketten in de AUR worden niet systematisch gecontroleerd, maar Arch-gebruikers worden verondersteld om die PKGBUILD-bestanden zelf te kunnen beoordelen op hun kwaliteit.